# Sound Techniques
Sound Techniques bylo nahrávací studio v Londýně v ulici Old Church Street. Otevřeno bylo v roce 1964, kdy jej založili John Wood a Geoff Frost, a zaniklo o dvanáct let později. V roce 1967 zde skupina Pink Floyd nahrála svůj první singl „Arnold Layne“ (nakonec bylo nahrána znovu v jiném studiu) a druhý singl „See Emily Play“. Svá alba zde nahrávali například Nick Drake, Robert Wyatt, Fairport Convention, John Cale nebo Nico.